# Beaupouyet
Beaupouyet (okzitanisch: Beupoiet) ist eine französische Gemeinde in der Region Nouvelle-Aquitaine (vor 2016: Aquitanien) mit 558 Einwohnern (Stand: 1. Januar 2022). Sie liegt im Département Dordogne. Die Gemeinde gehört zum Kanton Vallée de l’Isle im Arrondissement Périgueux.

## Geografie
Beaupouyet liegt etwa 41 Kilometer südwestlich von Périgueux im Périgord Blanc (Weißes Périgord). Umgeben wird Beaupouyet von den Nachbargemeinden Saint-Laurent-des-Hommes im Norden, Saint-Médard-de-Mussidan im Osten und Nordosten, Saint-Géry im Osten, Fraisse im Süden, Saint-Géraud-de-Corps im Süden und Südwesten, Saint-Sauveur-Lalande im Westen und Südwesten sowie Saint-Martial-d’Artenset im Westen.
Durch die Gemeinde führt die Autoroute A89.

## Bevölkerungsentwicklung
| Jahr                       | 1962 | 1968 | 1975 | 1982 | 1990 | 1999 | 2006 | 2018 |
| Einwohner                  | 520  | 510  | 532  | 512  | 439  | 465  | 434  | 509  |
| Quellen: Cassini und INSEE |      |      |      |      |      |      |      |      |

## Sehenswürdigkeiten
- Kirche Notre-Dame-de-la-Nativité aus dem 12. Jahrhundert, seit 1948 Monument historique

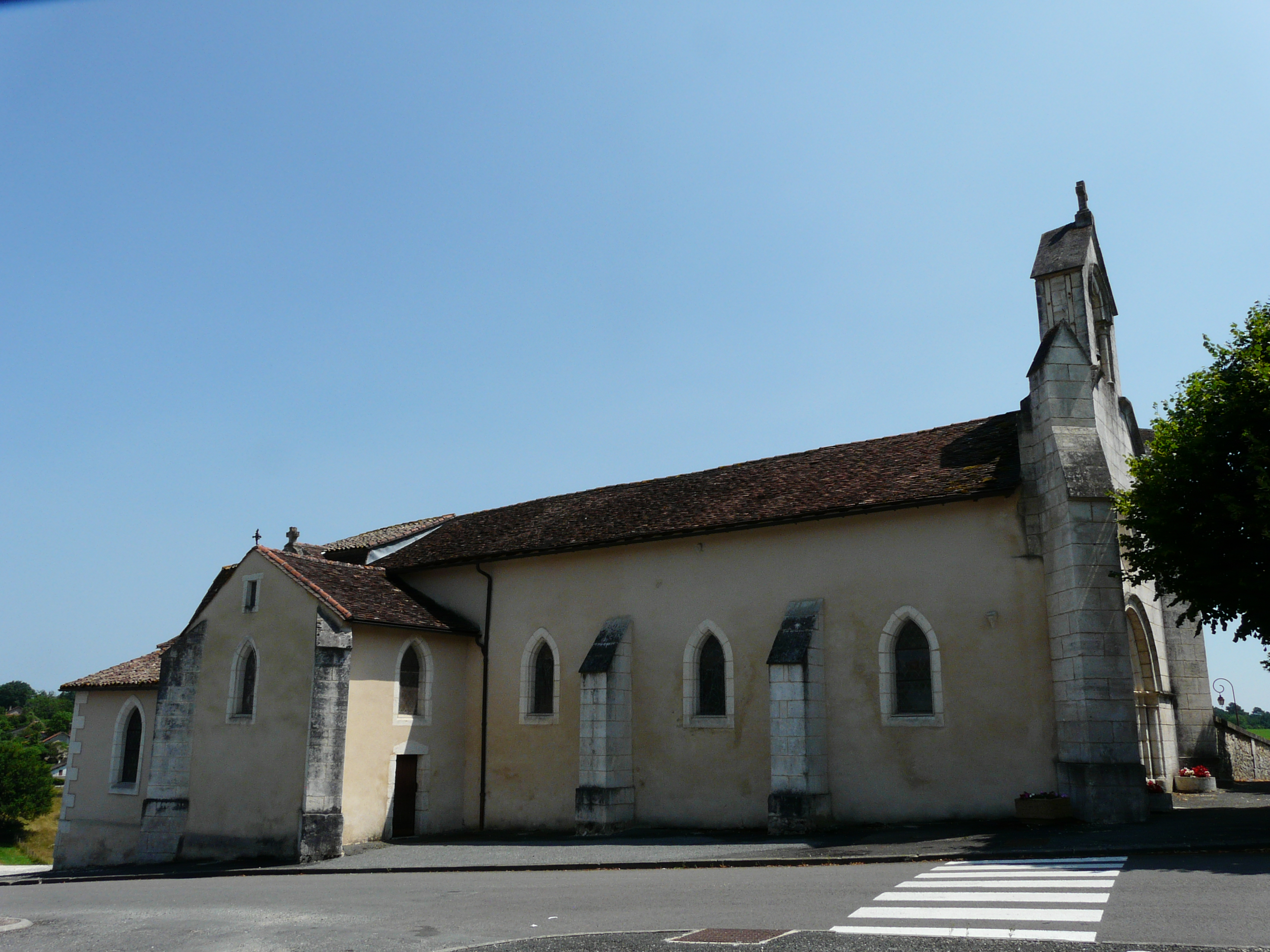
Kirche Notre-Dame-de-la-Nativité

## Gemeindepartnerschaft
Mit der spanischen Gemeinde Olivares de Duero in der Provinz Valladolid (Kastilien und León) besteht seit 2016 eine Partnerschaft.